# Église Saint-Genest de Lavardin
Pour les articles homonymes, voir Église Saint-Genest.
L'église Saint-Genest est une église catholique,  située à Lavardin, en France.

## Localisation
L'église est située dans le département français de Loir-et-Cher, sur la commune de Lavardin.

## Historique
C'est une église romane, datant vraisemblablement de la fin du XIe siècle.
L'édifice est classé au titre des monuments historiques en 1862.
Elle se singularise par son clocher-porche au baies en partie murées, la partie supérieure de ce clocher a été détruite en 1590. À l'intérieur on peut admirer des fresques datant du XIIe au XVe siècle, celles-ci ont été cachées sous un enduit à la chaux pendant des siècles.

## Galerie

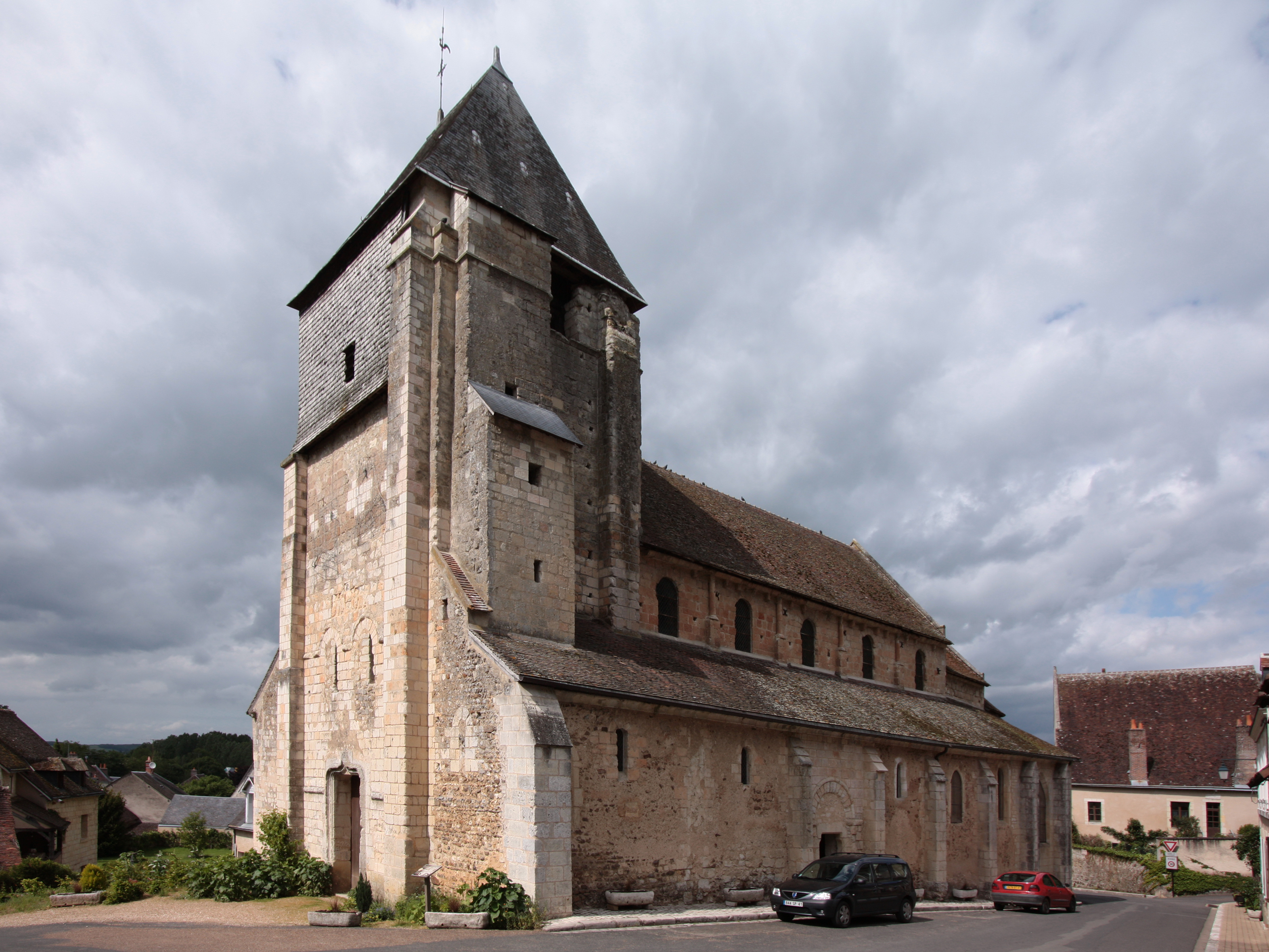
L'église vue depuis la grand rue.
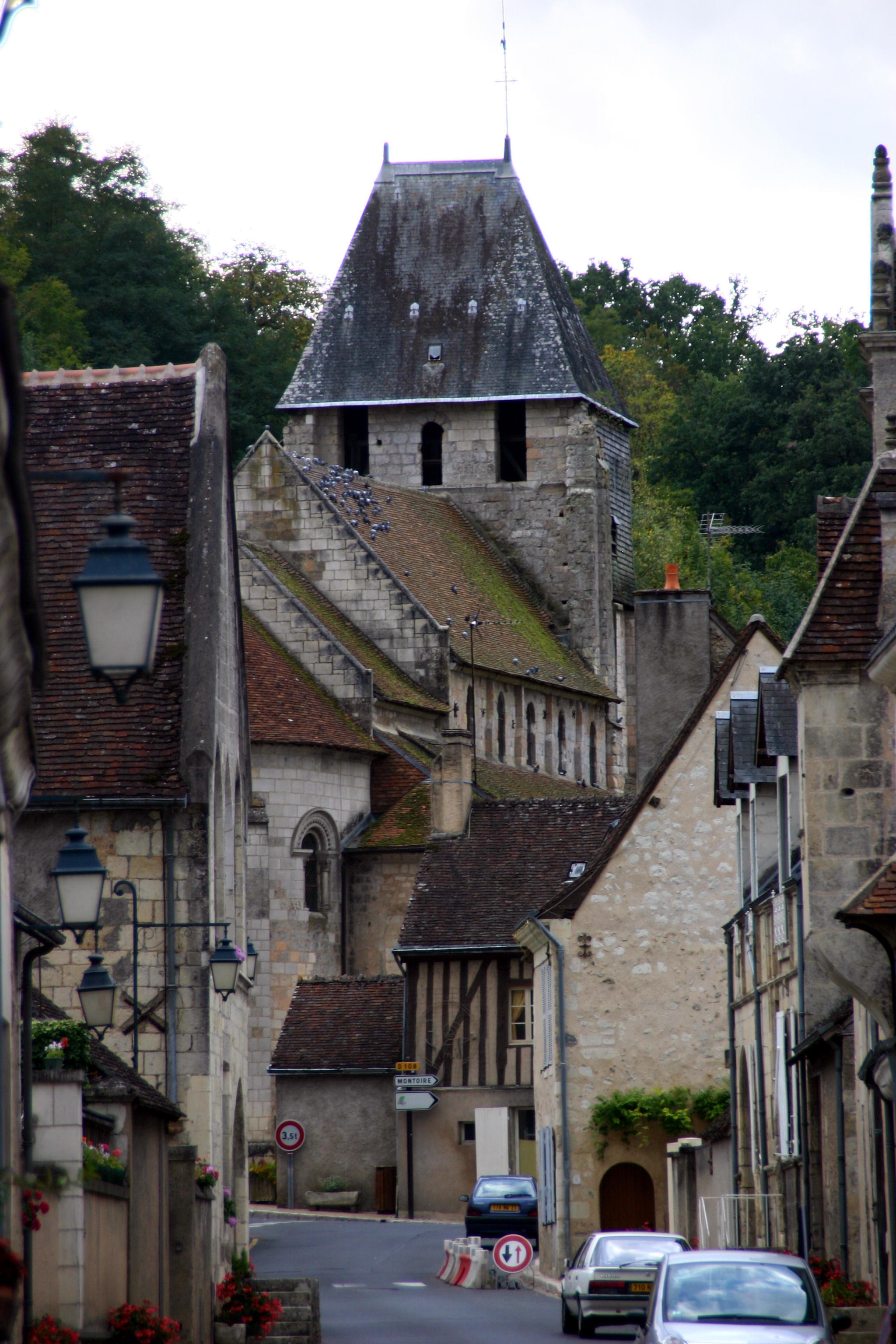
L'église vue depuis la rue de la barrière
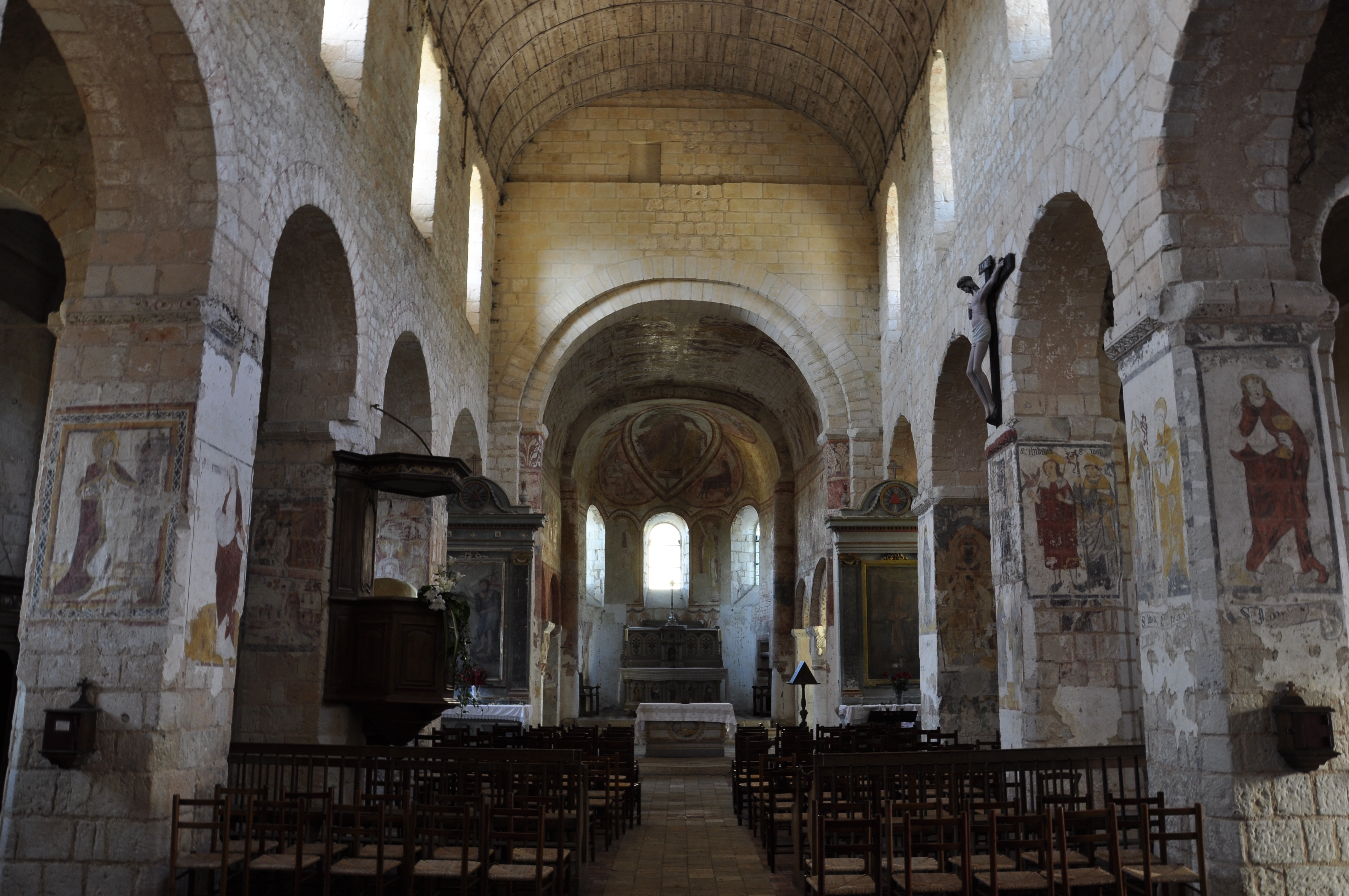
Intérieur de l'église.
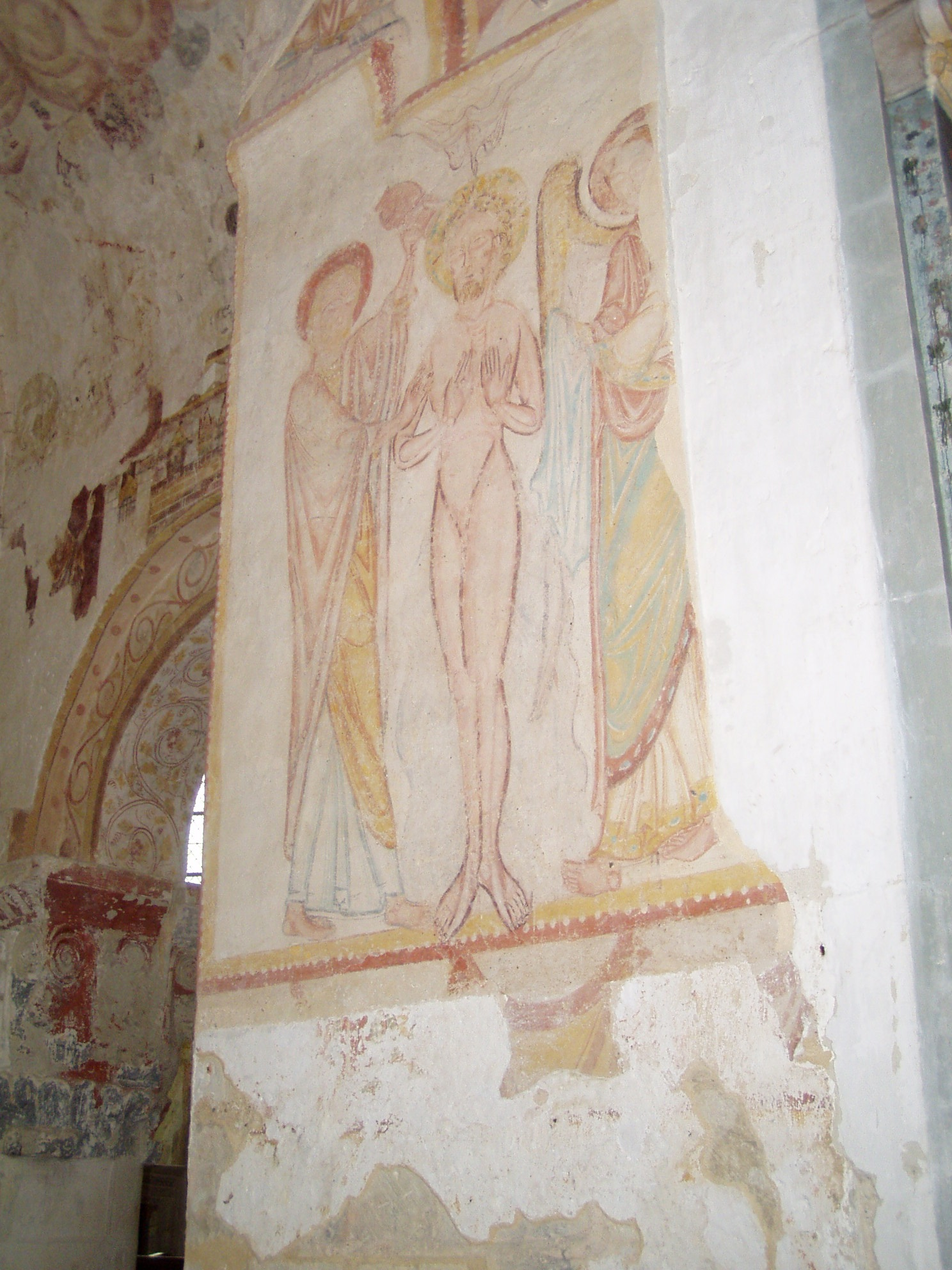
Fresque du XIIe représentant le baptême du Christ.
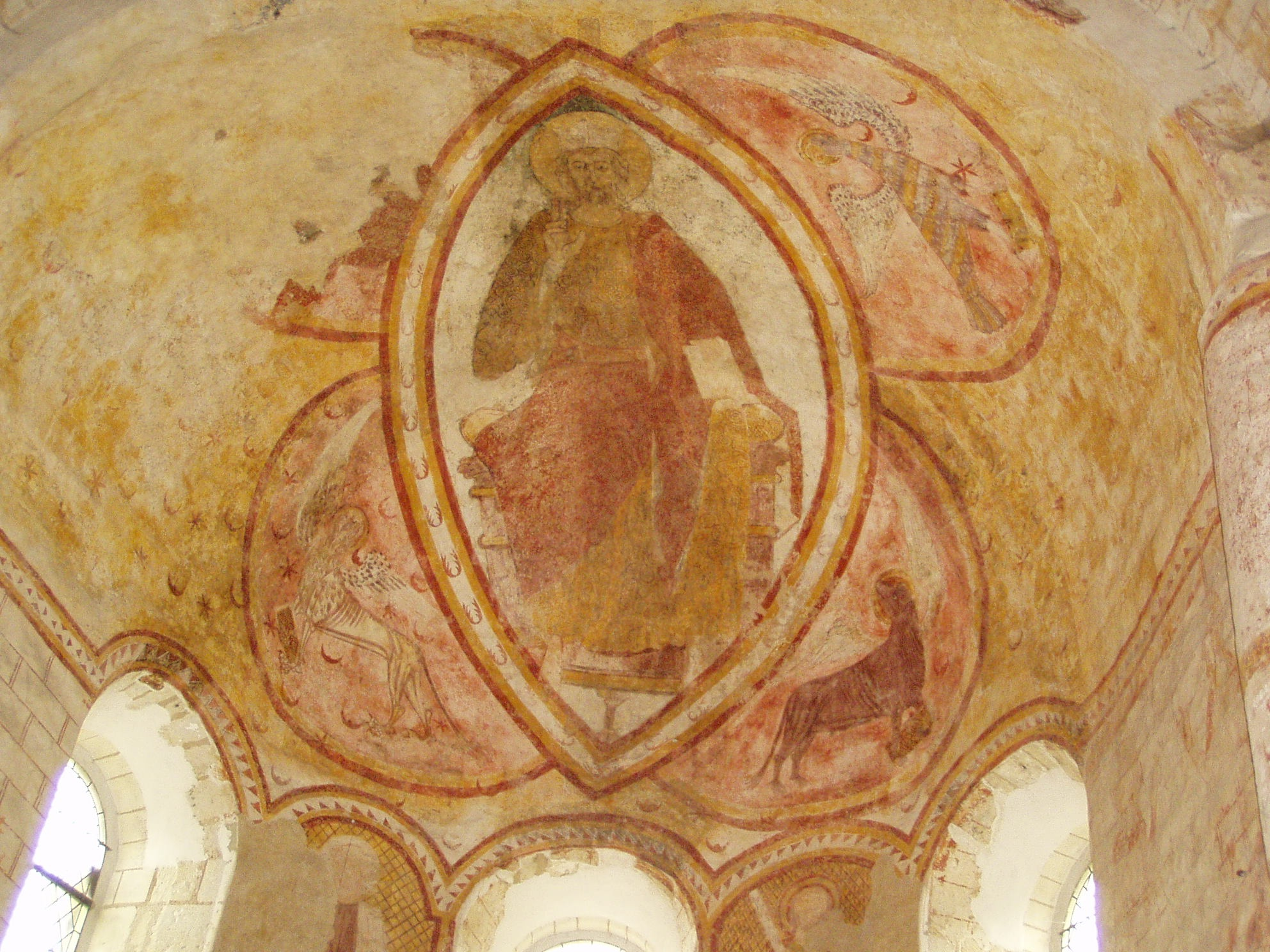
Fresque du chœur, Christ en majesté.
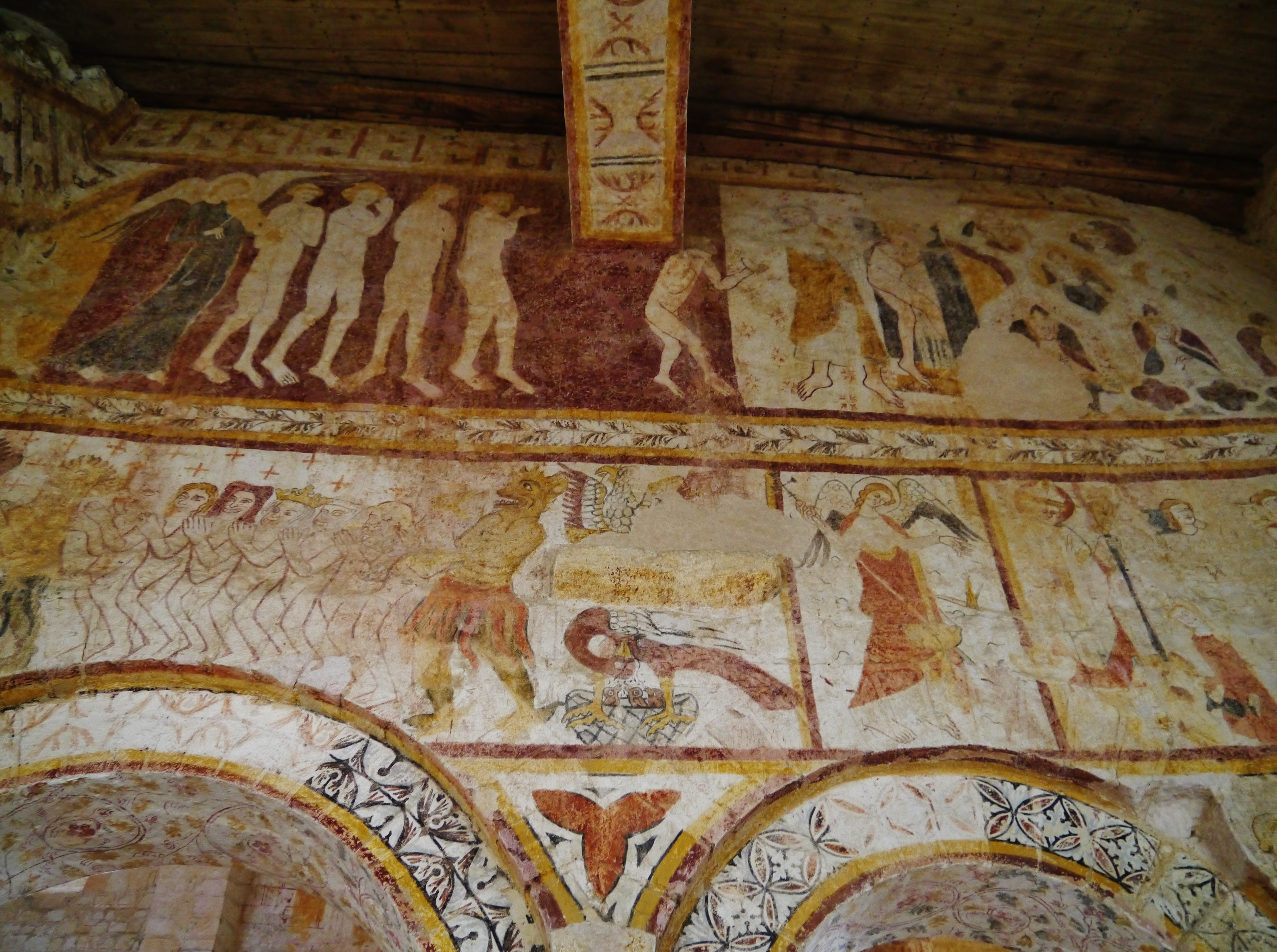
Peinture murale de l'abside sud, représentant la pesée des âmes, le Paradi et l'Enfer.
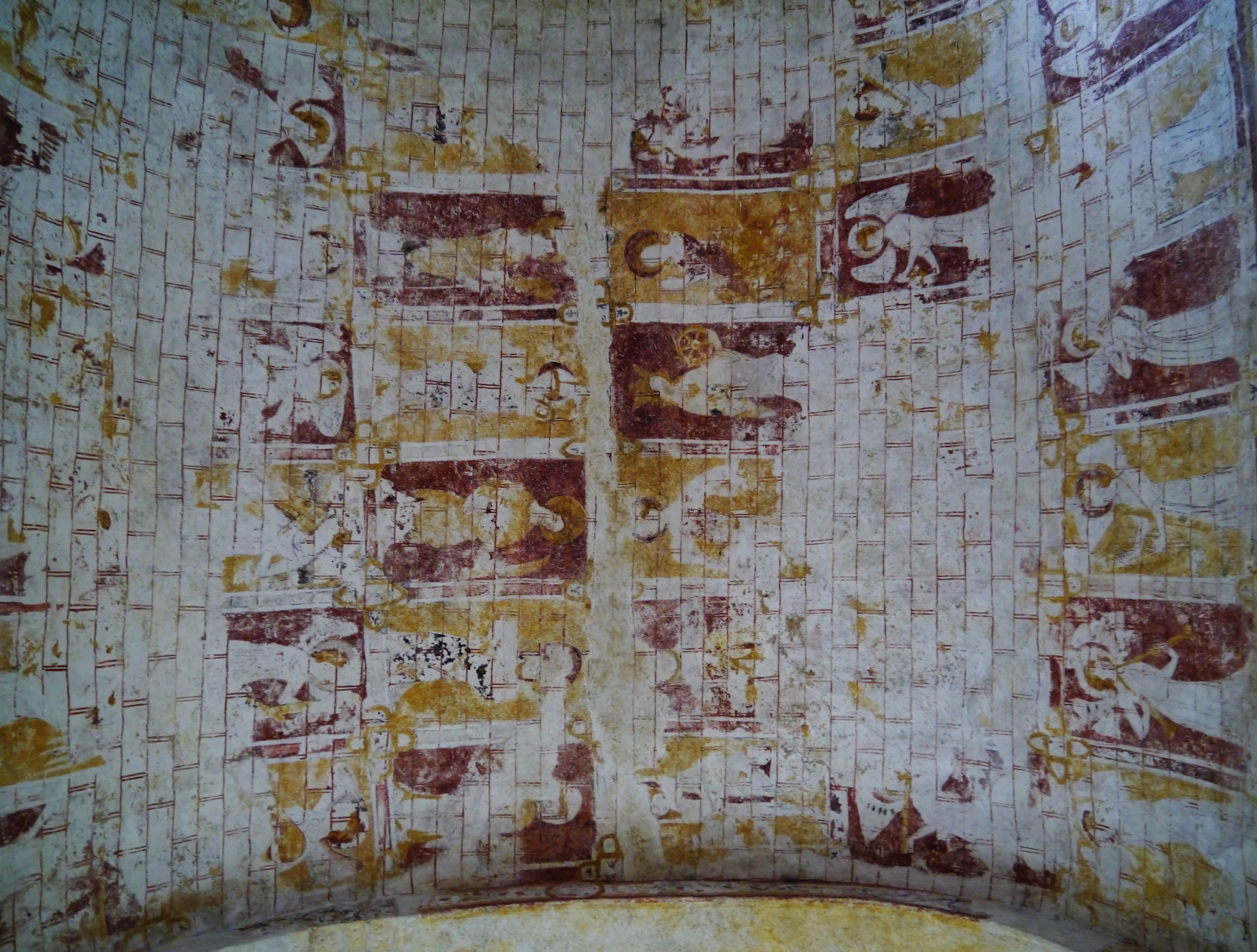
La voûte céleste et ses anges musiciens
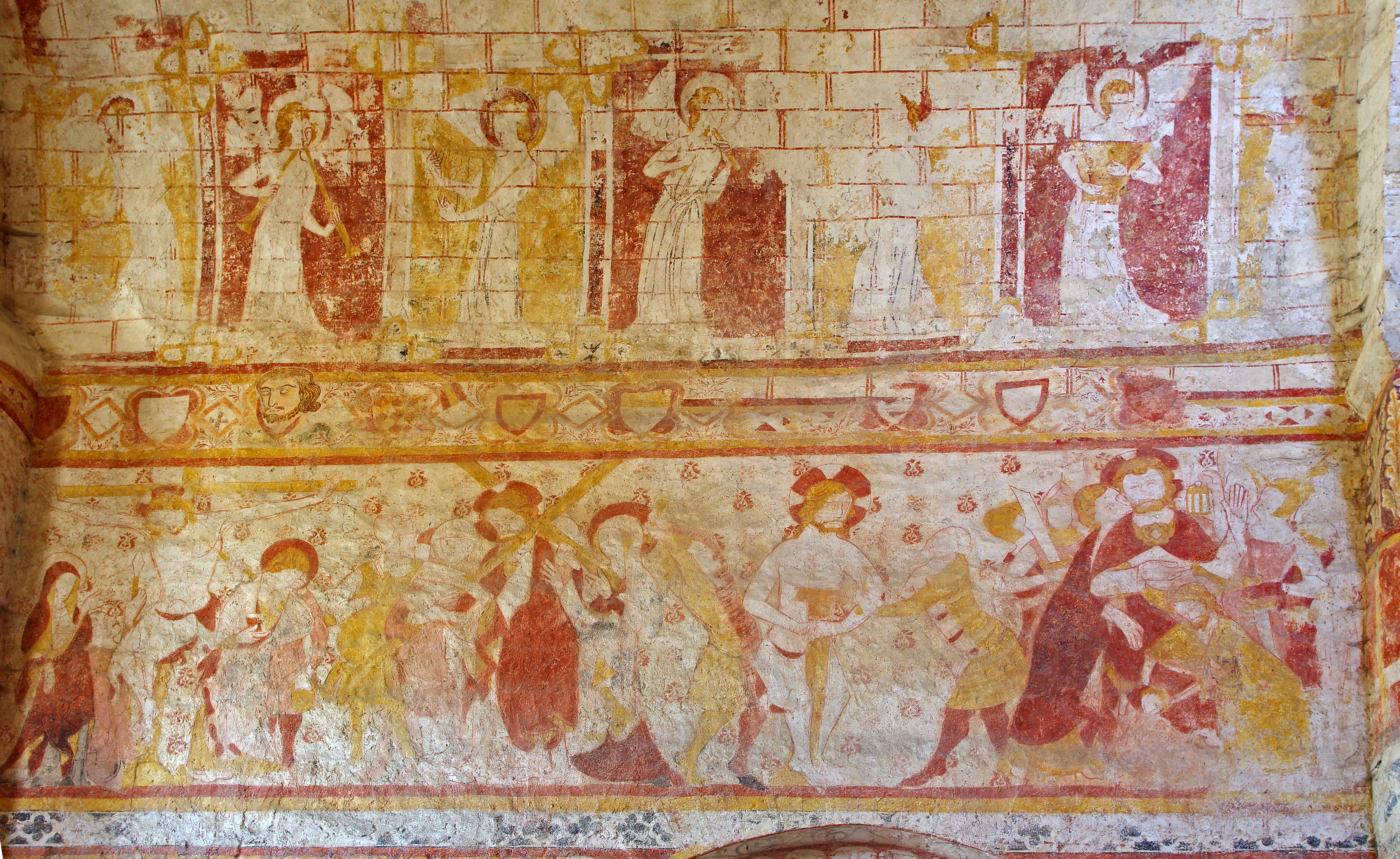
Scènes de la Passion (à lire de droite à gauche) : le Baiser de Judas au Christ entouré de soldats, la Flagellation, le Portement de croix, la Crucifixion.
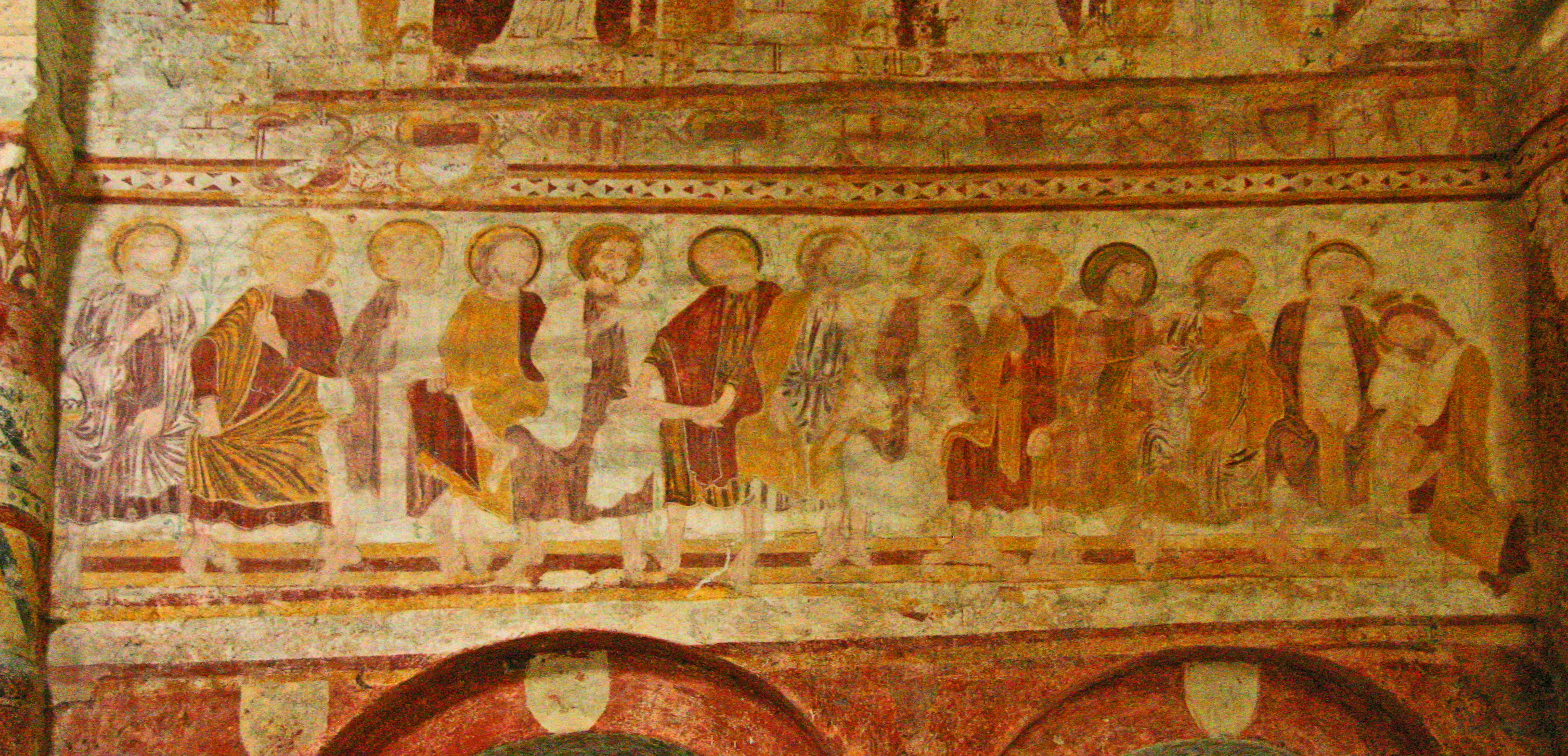
Les apôtres et le lavement des pieds.